# Emanuele Luserna di Rorà
(Emanuele Luserna di Rorà, Discorso al consiglio comunale del 23 maggio 1865)
Emanuele Luserna di Rorà (Torino, 21 agosto 1815 – Torino, 15 maggio 1873) è stato un politico italiano, sindaco di Torino dal 1862 al 1865.

## Biografia
Sposò nel 1841 Giulia Visconti d'Aragona.
Diventò sindaco di Torino all'inizio del 1862, all'indomani dell'unificazione italiana. Durante il suo mandato Torino perse il ruolo di capitale d'Italia, che fu assegnato a Firenze nel 1864. La notizia provocò accese proteste in piazza San Carlo, davanti alla sede della prefettura, che furono represse nel sangue, con ben 52 morti. Per la città iniziò un periodo difficile, con la perdita non solo di prestigio ma anche di posti di lavoro: solo nel primo anno Torino perse 32.000 dei suoi 224.000 abitanti.
Lusernà di Rorà rifiutò l'indennizzo offerto dal governo italiano, dichiarando «Torino non è in vendita» e individuò chiaramente la necessità di trovare alla città una nuova vocazione, fissando le priorità nel miglioramento dei trasporti e delle fonti di energia e nello sviluppo dell'educazione e del turismo. Avviò così un intenso programma di industrializzazione che fu seguito anche dai suoi successori e contribuì a portare Torino all'avanguardia dell'industria italiana.
La sua città gli ha intitolato una via nel quartiere Cenisia.